# 5643 (année hébraïque)
5643 (hébreu : ה'תרמ"ג, abbr. : תרמ"ג) est une année hébraïque qui a commencé à la veille au soir du 14 septembre 1882 et s'est finie le 1er octobre 1883. Cette année a compté 383 jours. Ce fut une année embolismique dans le cycle métonique, avec deux mois de Adar - Adar I et Adar II. Ce fut la première année depuis la dernière année de chemitta.

## Calendrier
Ce calendrier hébraïque de l'année 5643 donne les correspondances avec les dates du calendrier grégorien.
Le premier nombre dans chaque case correspond au jour du mois hébraïque. Les jours en couleurs sont des jours remarquables juifs .
| ◄◄ | 5643 | ►► |

## Décès
5638 - 5639 - 5640 - 5641 - 5642 - 5643 - 5644 - 5645 - 5646 - 5647 - 5648